# Prévôt
Prévôt (av latinets praepositus) var en fransk ämbetsmannatitel, som började användas under 1000-talet och som betecknade konungens representant i del lokala jurisdiktionen och förvaltningen, närmast motsvarande kungens fogde. 
I de större städerna, som erhöll självstyrelse, avvecklades institutionen. Ett undantag här var Paris, där prévôten som chef för kastellet och kommunens högste styresman var en man med stort politiskt inflytande. Vid dennes sida stod som den kommunala självstyrelsens högste representant prévôt des marchandes. Även inom militären utbildades ett prévôtämbete, ett slags krigsdomare, som senare även blev polisdomare med militär rang.